# Arithmetica
L'Arithmetica è un trattato in 13 libri di cui sono noti solo i primi sei, scritti dal matematico greco Diofanto di Alessandria intorno all'anno 250.

## Struttura dell'opera
Arithmetica non è propriamente un testo di algebra ma una raccolta di problemi con la seguente struttura:
- Libro I, composto da 25 problemi di equazioni di primo grado e 14 di equazioni di secondo grado.
- Libro II, composto da 35 problemi. A margine della pagina 85 di un'edizione del 1621 dell'opera, dove è riportato il problema n.8 è stato affermato che il matematico francese Pierre de Fermat avrebbe esposto il suo famoso teorema senza dimostrazione.
- Libro III, composto da 21 problemi. Il più famoso è il XIX in cui per la prima volta ricorre alla geometria per risolverlo
- Libro IV, composto da 40 problemi per lo più sui cubi.
- Libro V, composto da 30 problemi per lo più su equazioni di secondo e terzo grado.
- Libro VI, composto da 24 problemi sui triangoli rettangoli.

## Traduzione
Scoperto a Venezia dal matematico tedesco Regiomontano intorno al 1464, la prima traduzione in latino avvenne solo nel 1575, ad opera di Guilielmus Xylander.

## Riconoscimenti
In onore di Diofanto, le equazioni con coefficienti interi e le cui soluzioni sono anch'esse numeri interi sono chiamate equazioni diofantee.